# Wasserfreunde Spandau 04
A Wasserfreunde Spandau 04 a legsikeresebb német vízilabdaklub, melynek székhelye a fővárosban Berlinben található. Jelenleg a német bajnokság első osztályában szerepel.
A klubot 1904-ben alapították, színei: bordó és szürke.
A német bajnokságot 31, a német kupát 27, a bajnokok ligáját 4 (    1983, 1986, 1987, 1989), a LEN-szuperkupát pedig 2 alkalommal (1986, 1987) nyerte meg.

## Sikerei

### Hazai
- Német bajnok: (31)
  - 1979, 1980, 1981, 1982, 1983, 1984, 1985, 1986, 1987, 1988, 1989, 1990, 1991, 1992, 1994, 1995, 1996, 1997, 1998, 1999, 2000, 2001, 2002, 2003, 2004, 2005, 2007, 2008, 2009, 2010, 2011
- Német kupagyőztes: (27)
  - 1979, 1980, 1981, 1982, 1983, 1984, 1985, 1986, 1987, 1990, 1991, 1992, 1994, 1995, 1996, 1997, 1999, 2000, 2001, 2002, 2004, 2005, 2007, 2008, 2009, 2011
- Német-szuperkupagyőztes: (12)
  - 1979, 1980, 1981, 1982, 1983, 1984, 1985, 1997, 1999, 2001, 2002, 2003

### Nemzetközi
- LEN-bajnokok ligája
  - 1. hely (4): 1983, 1986, 1987, 1989
  - 2. hely (4): 1981, 1982, 1988, 1990
- LEN-szuperkupa
  - 1. hely (2): 1986, 1987

## Külső hivatkozások
- hivatalos honlap